# J'ai trois amours
Pour plus de détails, voir Fiche technique et Distribution.
J'ai trois amours (titre original : Please Believe Me) est un film américain réalisé par Norman Taurog, sorti en 1950.

## Fiche technique
- Titre : J'ai trois amours
- Titre original : Please Believe Me
- Réalisation : Norman Taurog
- Scénario et histoire : Nathaniel Curtis
- Musique : Hans J. Salter
- Photographie : Robert H. Planck
- Montage : Ferris Webster
- Direction artistique : Daniel B. Cathcart et Cedric Gibbons
- Décorateur de plateau : Edwin B. Willis
- Costumes : Irene
- Production : Val Lewton
- Société de production et de distribution : Metro-Goldwyn-Mayer
- Pays de production : États-Unis
- Format : Noir et blanc - 1,37:1 - 35 mm - Son : Mono (Western Electric Sound System)
- Genre : Comédie romantique
- Durée : 87 minutes
- Date de sortie : 
  - États-Unis : 12 mai 1950

## Distribution
- Deborah Kerr : Alison Kirbe
- Robert Walker : Terence Keath
- Mark Stevens : Matthew Kinston
- Peter Lawford : Jeremy Taylor
- James Whitmore : Vincent Maran
- J. Carrol Naish : 'Lucky' Reilly
- Spring Byington : Mme Milwright
- Carol Savage : Sylvia Rumley
- Drue Mallory : Beryl Robinson
- George Cleveland : M. Cooper
- Ian Wolfe : Edward Warrender
- Bridget Carr : Lily Milwright
- Henri Letondal : Jacques Carnet
- Gaby André : Mme Carnet
- Leon Belasco : Le croupier
- Almira Sessions : Mlle Russell
- William Bailey : Hank Wadburn
- Paul E. Burns : Bill Hawkins